# Gaspare Sacchi

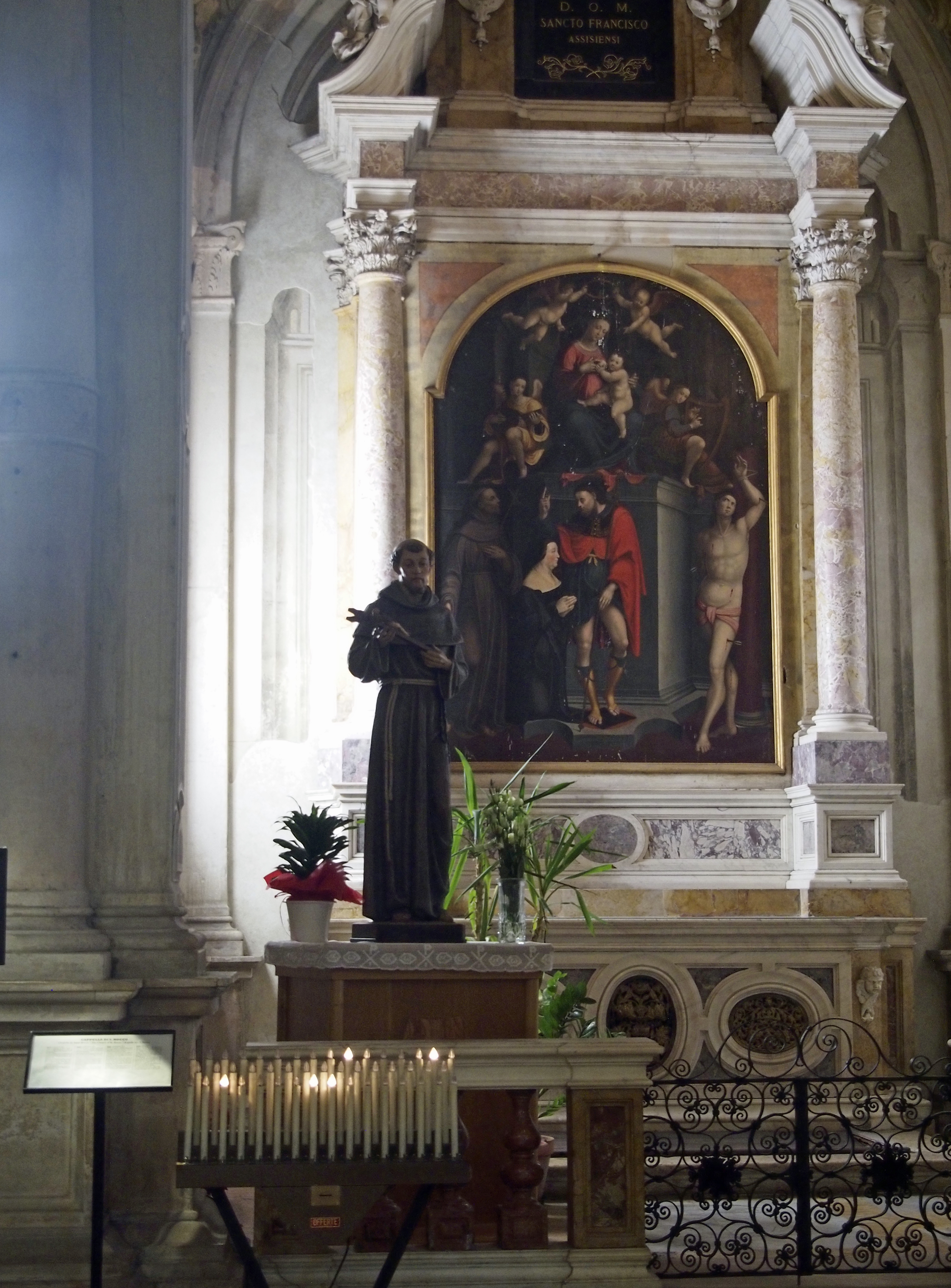
Madonna in trono col Bambino, i santi Sebastiano, Rocco e Francesco e Camilla Dal Corno, Ravenna Basilica di San Francesco
altare laterale

Gaspare Sacchi (Imola, precedente al 1509 – dopo il 1536) è stato un pittore italiano del rinascimento,.

## Biografia
Poche sono le notizie biografiche dell'artista imolese Gaspare Sacchi (noto anche come Gaspare da Imola) se non che la sua presenza è testimoniata a Lucca nel 1509, dove ebbe modo di conoscerere la pittura di Lorenzo Costa, di Francesco Francia e maggiormente quella di Fra Bartolomeo da cui coglierà molto del suo stile piuttosto eclettico, studiando anche la più raffinata pittura del Quattrocento di Piero di Cosimo e del fiammingo Hans Memling, studi che lo accompagneranno durante tutta la sua carriera artistica.
È stato artista contemporaneo di Innocenzo da Imola, ma a lui stilisticamente contrapposto.

Il suo stile piuttosto eclettico è spesso caratterizzato dalla ripetitività di stilemi e tipologie.
L'attribuzione delle sue opere è difficile poiché percorse quasi tutti i principali paesi della Romagna negli anni Trenta del XVI secolo, accettando incarichi per le diverse chiese e committenze da privati.

## Opere
Alcune delle sue opere di certa attribuzione:
- Adorazione dei Magi, 1521, conservato nella pinacoteca di Brera;
- Madonna, santi e donatori 1523, conservato nella chiesa di Santa Maria ad MìNives di Faenza;
- Sposalizio della Vergine, 1529, conservato nella Pinacoteca di Imola;
- Sacra famiglia e santi, 1536, conservato nella Badia del Monte di Cesena;
- Madonna col Bambino e santi chiesa di Santa Maria Maggiore di Castel San Pietro Terme[3];
- Madonna col Bambino fra i santi Sebastiano, Rocco, Francesco e Camilla Dal Corno altare della basilica di San Francesco a Ravenna[4];
- Ritratto di giovanetto conservato nella pinacoteca Nazionale di Bologna in Palazzo Pepoli Campogrande;
- Matrimonio mistico di santa Caterina d’Alessandria, con la Madonna tra sant'Alberto da Trapani, san Sebastiano e san Giovanni Battista, sant'angelo martire, san Giorgio e san Girolamo e un angioletto musicante tela che era stata commissionata per un convento carmilitano di difficile individuazione, conservato a Vienna Dorotheum,